# Коюкук (аэропорт)
Аэропорт Коюкук (англ. Koyukuk Airport), (ИАТА: KYU, ИКАО: PFKU, FAA LID: KYU) — государственный гражданский аэропорт, расположенный в населённом пункте Коюкук (Аляска), США.
По данным статистики Федерального управления гражданской авиации США услугами аэропорта в 2007 году воспользовалось 1 018 человек, что на 22 % (1 305 человек) меньше по сравнению с предыдущим годом.

## Операционная деятельность
Аэропорт Коюкук занимает площадь в 116 гектар, расположен на высоте 45 метров над уровнем моря и эксплуатирует одну взлётно-посадочную полосу
- 6/24 размерами 1219 x 23 метров с гравийным покрытием.